# معدل التضخم غير المسرع للبطالة
NAIRU هو اختصار لمصطلح معدل التضخم غير المسرع للبطالة Non-accelerating inflation rate of unemployment ويشار إليه أيضًا بمنحنى فيليبس على المدى الطويل - وهو المستوى المحدد للبطالة الواضح في الاقتصاد الذي لا يؤدي إلى ارتفاع التضخم. غالبا ما تمثل NAIRU حالة توازن بين حالة الاقتصاد وسوق العمل.
في عام 1958، كتب الاقتصادي ويليام فيليبس المولود في نيوزيلاندا بحثًا بعنوان «العلاقة بين البطالة ومعدلات الأجور المالية في المملكة المتحدة». في صفحته، وصف فيليبس العلاقة العكسية المفترضة بين مستويات البطالة ومعدل التضخم. يشار إلى هذه العلاقة باسم منحنى فيليبس. ومع ذلك، خلال فترة الركود الحاد من عام 1974 إلى عام 1975، بلغ التضخم ومعدلات البطالة مستويات تاريخية وبدأ الناس يشككون في الأساس النظري لمنحنى فيليبس. جادل ميلتون فريدمان وغيره من المنتقدين بأن سياسات الاقتصاد الكلي الحكومية كانت مدفوعة من قبل هدف بطالة منخفض وتسبب في تغير توقعات التضخم. وقد أدى ذلك إلى تسارع التضخم الاقتصادي بدلاً من انخفاض البطالة. ثم اتفق على أن السياسات الاقتصادية الحكومية لا ينبغي أن تتأثر بمستويات البطالة دون المستوى الحرج المعروف أيضا باسم «معدل البطالة الطبيعي».
تم تقديمه لأول مرة باسم NIRU (معدل البطالة غير التضخمي) من قبل فرانكو موديغلياني ولوكاس باباديموس في عام 1975، كتحسين على مفهوم «معدل البطالة الطبيعي»، الذي اقترحه سابقًا ميلتون فريدمان.
عادة ما تتضمن السياسة النقدية التي يتم إجراؤها عند استخدام الـ NAIRU بالسماح بمعدل كافي من البطالة في الاقتصاد بحيث يمنع التضخم الاقتصادي من الارتفاع فوق رقم مستهدف محدد، مما يسمح للأسعار بالارتفاع تدريجيا وبنفس الوقت بنسبة بطالة يمكن تحملها.

## أصل المصطلح
تم العثور على شكل مبكر من معدل التضخم غير المسرع للبطالة في عمل لأبا ليرنر Abba P. Lerner ، الذي أشار إليه على أنه «التوظيف الكامل المنخفض» تم تحقيقه عبر توسيع الطلب الكلي، على النقيض من «التوظيف الكامل العالي» التي تضيف سياسات الدخول (الأجور وضوابط الأسعار) لتحفيز الطلب.
نشأ مفهوم منحنى فيليبس الذي إتسم بشعبية في الأوساط الاقتصادية والسياسية حينها ولخص الارتباط السلبي الملحوظ بين معدل البطالة ومعدل التضخم لعدد من البلدان الصناعية ذات الاقتصادات المختلطة. أقنعت هذه العلاقة (التي رآها إيرفنج فيشر سابقاً في الولايات المتحدة) بعض المحللين بأنه كان من المستحيل بالنسبة للحكومات أن تستهدف في نفس الوقت البطالة المنخفضة واستقرار الأسعار بشكل تعسفي بنفس الوقت، وبالتالي كان دور الحكومة هو البحث عن نقطة توازن بين البطالة والتضخم الذي يلبي الرؤية الاقتصادية للمجتمع.
أصبح خلال عقد السبعينيات (في الولايات المتحدة والعديد من الدول الصناعية الأخرى) تحليل منحنى فيليبس أقل شعبية، لأن التضخم الاقتصادي ارتفع في نفس الوقت الذي ارتفعت فيه البطالة.
الأسوأ من ذلك، بقدر ما كان العديد من الاقتصاديين مهتمين، هو أن منحنى فيليبس كان له أساس نظري أو لا يذكر. جادل نقاد هذا التحليل (مثل ميلتون فريدمان وإدموند فيلبس) بأن منحنى فيليبس لا يمكن أن يكون سمة أساسية للتوازن العام الاقتصادي لأنه أظهر علاقة متبادلة بين متغير اقتصادي حقيقي (معدل البطالة) ومتغير اقتصادي اسمي (معدل التضخم). وكان تحليلها المضاد هو أن سياسة الاقتصاد الكلي الحكومية (السياسة النقدية بالدرجة الأولى) كان مدفوعًا بهدف منخفض للبطالة، مما تسبب في تغير توقعات التضخم، وبالتالي كان التضخم المتسارع بشكل مطرد بدلاً من انخفاض البطالة هو النتيجة. كانت الوصفة الناتجة هي أن السياسة الاقتصادية الحكومية (أو على الأقل السياسة النقدية) لا ينبغي أن تتأثر بأي مستوى من مستويات البطالة دون المستوى الحرج - «المعدل الطبيعي».

### فرضية المعدل الطبيعي
كانت الفكرة وراء فرضية المعدل الطبيعي التي طرحها فريدمان هي أن أي هيكل لسوق عمل معين يجب أن ينطوي على قدر معين من البطالة، بما في ذلك البطالة الاحتكاكية المرتبطة بالأفراد الذين يغيرون الوظائف وربما البطالة التقليدية. بواسطة قوانين الحد الأدنى للأجور، والنقابات العمالية أو غيرها من مؤسسات سوق العمل. قد يسمح التضخم غير المتوقع بانخفاض معدل البطالة إلى ما دون المعدل الطبيعي من خلال خفض الأجور الحقيقية مؤقتًا، ولكن هذا التأثير سيتلاشى بمجرد تصحيح التوقعات بشأن التضخم. فقط مع التضخم المتسارع باستمرار يمكن الحفاظ على معدلات البطالة دون المعدل الطبيعي.

## الإنتقادات
بما أن معدل التضخم غير المسرع للبطالة يمكن أن يتغير بمرور الوقت، فإن أي تقديرات لهُ في أي وقت من الأوقات سيكون لديه هامش عريض نسبياً للخطأ، مما يحد من قيمته العملية كأداة لصنع السياسات. ومع استدلال هذا المعدل بمستويات التضخم والبطالة، فمن المعروف أن العلاقة بين هذه المتغيرات تتغير مع مرور الوقت، فقد تساءل بعض الاقتصاديين عما إذا كان هناك أي دليل تجريبي حقيقي على ذلك.
كما أن تحليل هذا المفهوم لسلوك البطالة والتضخم قد لا يكون صحيحاً في حالات مثل مرور الوقت على العاطلين عن العمل قبل توظيفهم، على سبيل المثال إذا فقد العمال العاطلون عن العمل المهارات عندها سيفضل أصحاب العمل رفع أجور العمال الحاليين عند زيادة الطلب، بدلاً من توظيف العاطلين عن العمل غير القادرين عل الإنتاج مثلما ينتج العاملون لدى أصحاب العمل.